# Puerto Santander (Amazonas)
Puerto Santander es un área no municipalizada de Colombia, situado en el sur del país, en el departamento del Amazonas. Limita al sur con Puerto Arica, al norte con Mirití-Paraná y el departamento de Caquetá y al oeste con La Chorrera.

## Vías de comunicación
Aeropuerto de Araracuara y la navegación por los ríos Caquetá y Yarí.